# Хасан Иззет
Хасан Иззет-паша (тур. Hasan Izzet Pasha, 1871 — 3 марта 1931) — генерал Османской империи.
Хасан Иззет родился в 1871 году в Стамбульском районе Аксарай. В 1890 году он окончил Военное училище (тур. Kara Harp Okulu), в 1893 — Военную академию (тур. Kara Harp Akademisi), с 14 апреля 1894 года стал служить в 4-й армии. С 1897 года получил чин майора и стал служить в армии «Элассон» (тур. Alasonya Ordusu). Во время Первой Балканской войны командовал 2-й дивизией «Нешет Бей» (тур. 2. Neşet Bey tümeni), державшей оборону на Чаталджинской укреплённой линии.
При вступления Османской империи в Первую мировую войну султан Мехмед V сделал Иззет-пашу командующим 3-й армией, дислоцировавшейся на Кавказском фронте. Перед началом Сарыкамышского сражения Энвер-паша решил взять командование армией на себя, и 18 декабря 1914 года Хасан Иззет-паша оставил свой пост.
Хасан Иззет скончался 3 марта 1931 года.